# 26 avril en sport
26 mars 26 mai
Chronologies thématiques
- Croisades
- Ferroviaires
- Disney

Le 26 avril (116e jour de l'année ou 117e en cas d'année bissextile) en sport.

## Événements

### XIXesiècle
- 1876 :
  - (Omnisports) : à Copenhague le Club omnisports Kjøbenhavns Boldklub est fondé. On y pratique le football, le cricket, le tennis, le badminton, la natation et la pétanque.
- 1896 :
  - (Sport Automobile) : Bordeaux-Langon est la première course automobile de l'année. Abel Bord s'impose sur une Peugeot.

### XXesièclede1901à1950
- 1903 :
  - (Rugby à XV /Championnat de France) : au stade de la Prairie des Filtres à Toulouse, devant 5 000 spectateurs, le Stade français remporte le championnat de France en battant en finale le SOE Toulouse 16 - 8.

### XXesièclede1951à2000
- 1998 :
  - (Sport automobile /Formule 1) : au Grand Prix automobile de Saint-Marin qui se déroulait sur le circuit Enzo et Dino Ferrari, victoire du britannique David Coulthard sur une McLaren-Mercedes.

### XXIesiècle
- 2009 :
  - (Sport automobile /Formule 1) : au Grand Prix de Bahreïn qui se déroulait sur le Circuit international de Sakhir, victoire du britannique Jenson Button.
- 2014 :
  - (Football /Ligue 2) : en s'imposant à Auxerre (0-3), le FC Metz a assuré son accession en Ligue 1 après avoir connu une descente en National. Les Lorrains retrouvent l'élite après six ans d'attente.
  - (Rugby à XV /Coupe d'Europe) : Clermont ne disputera pas une deuxième finale de H Cup d'affilée. Les auvergnats ont été éliminés en demi-finale par les Saracens à Twickenham (46-6).
  - (Judo /Championnats d'Europe) : Audrey Tcheuméo et Émilie Andéol puis Teddy Riner sont sacrés champion d'Europe de judo pour la France. Le géorgien Varlam Liparteliani et le tchèque Lukáš Krpálek deviennent champion d'Europe de judo dans leur catégorie;
- 2015 :
  - (Athlétisme /Marathon de Londres) : le Kényan Eliud Kipchoge remporte la 35e édition du Marathon de Londres. Chez les femmes, c'est l'Éthiopienne Tigist Tufa qui s'impose. Il s'agissait de la dernière course de la Britannique Paula Radcliffe. A 41 ans, elle a fait ses adieux à la compétition officielle devant son public.
  - (Basket-ball /EuroChallenge) : la JSF Nanterre remporte l’EuroChallenge. Les Franciliens ont battu en finale le club turc de Trabzon (64-63).
  - (Cyclisme sur route /Classiques) : Alejandro Valverde remporte la 101e édition de Liège-Bastogne-Liège. L'Espagnol devance au sprint le Français Julian Alaphilippe.
  - (Handball /Coupe de France) : le PSG remporte la finale de la Coupe de France face à Nantes (32-26).
- 2016 :
  - (Badminton /Championnats d'Europe) : début de la 26e édition des Championnats d'Europe de badminton qui se déroulent au Vendéspace de Mouilleron-le-Captif, en France jusqu'au 1er mai 2016.
  - (Escrime /Championnats du monde) : sur le fleuret féminin par équipes, victoire de la Russie qui s'impose en finale face à l'Italie, la France complète le podium.

## Naissances

### XIXesiècle
- 1885 :
  - Marcello Bertinetti, épéiste et sabreur ainsi que footballeur italien. Médaillé du sabre par équipes aux Jeux de Londres 1908, champion olympique du sabre par équipes et médaillé de bronze de l'épée par équipes aux Jeux de Paris 1924 puis champion olympique de l'épée par équipes aux Jeux d'Amsterdam 1928. († 31 juillet 1967).
- 1886 :
  - Benkt Norelius, gymnaste suédois. Champion olympique du système suédois par équipes aux Jeux de Stockholm 1912. († 30 novembre 1974).
- 1888 :
  - Ray Caldwell, joueur de baseball américain. († 17 août 1967).
- 1895 :
  - Carl de la Sablière, régatier français. Champion olympique en bateau de 8 m aux Jeux d'Amsterdam 1928. († 29 octobre 1979).
- 1897 :
  - Edward Eagan, boxeur et bobeur américain. Champion olympique des -79,4 kg aux Jeux d'Anvers 1920 puis champion olympique du bob à quatre aux Jeux de Lake Placid. († 14 juin 1967).

### XXesièclede1901à1950
- 1902 :
  - Paul Wartel, footballeur puis entraîneur français. († 27 avril 1976).
- 1913 :
  - Marcel Delhommeau, joueur de rugby à XV et à XIII français. (1 sélection avec l'équipe de France de rugby à XIII). († 8 juin 1993).
- 1918 :
  - Fanny Blankers-Koen, athlète de sprint et de haies néerlandaise. Championne olympique du 100 m, 200 m, 80 m haies et du relais 4 × 100 m aux Jeux de Londres 1948. Championne d'Europe d'athlétisme du 80 m haies et du relais 4 × 100 m 1946 puis championne d'Europe d'athlétisme du 100 m, 200 m et 80 m haies 1950. († 25 janvier 2004).
- 1921 :
  - François Picard, pilote de course automobile français. († 29 avril 1996).
- 1925 :
  - Pat Griffith, pilote de course automobile d'endurance britannique. († 28 janvier 1980).
- 1926 :
  - David Coleman, journaliste sportif britannique. († 21 décembre 2013).
- 1927 :
  - Harry Gallatin, basketteur puis entraîneur américain. († 7 octobre 2015).
- 1930 :
  - Roger Moens, athlète de demi-fond belge. Médaillé d'argent du 800 m aux Jeux de Rome 1960.
- 1932 :
  - Shirley Cawley, athlète de sauts britannique. Médaillée de bronze de la longueur aux Jeux d'Helsinki 1952.
- 1933 :
  - José Faria, footballeur puis entraîneur brésilien. Sélectionneur de l'Équipe du Maroc de 1983 à 1988. († 8 octobre 2013).
- 1937 :
  - Jean-Pierre Beltoise, pilote de F1 français. (1 victoire en Grand Prix). († 5 janvier 2015).
  - Bob Boozer, basketteur américain. Champion olympique aux Jeux de Rome 1960. (14 sélections en équipe nationale). († 19 mai 2012).
- 1938 :
  - Nino Benvenuti, boxeur italien. Champion olympique des -67kg aux Jeux de Rome 1960. Champion du monde poids super-welters de boxe de 1965 à 1966 puis des poids moyens en 1967 et de 1968 à 1970. († 20 mai 2025).
- 1944 :
  - José Dolhem, pilote de courses automobile français. († 16 avril 1988).
- 1945 :
  - Dick Johnson, pilote de courses automobile australien.
- 1946 :
  - Alberto Quintano, footballeur puis entraîneur chilien. (49 sélections en équipe nationale).
- 1947 :
  - Donna De Varona, nageuse américaine. Championne olympique du 400m 4 nages et du relais 4×100m nage libre aux Jeux de Tokyo 1964.
- 1949 :
  - Carlos Bianchi, footballeur puis entraîneur argentin. (14 sélections en équipe nationale).
- 1950 :
  - Elizabeth Chase, hockeyeuse sur gazon zimbabwéenne. Championne olympique aux Jeux de Moscou 1980. († 10 mai 2018).

### XXesièclede1951à2000
- 1953 :
  - Aziz Zouhir, joueur de tennis, homme d'affaires et dirigeant sportif tunisien. († 31 juillet 2022).
- 1955 :
  - Mike Scott, joueur de baseball américain.
- 1956 :
  - Michel Crémaschi, joueur de rugby à XV français. (11 sélections en équipe de France).
- 1958 :
  - Johnny Dumfries, pilote de F1 et de courses automobile d'endurance britannique. Vainqueur des 24 heures du Mans 1988. († 22 mars 2021).
  - Yórgos Kostíkos, footballeur puis entraîneur grec. (46 sélections en équipe nationale).
- 1961 :
  - Leif Andersson, biathlète suédois. Médaillé de bronze du relais 4 × 7,5 km aux Jeux d'Albertville 1992.
  - Philippe Chevallier, cycliste sur route français.
- 1962 :
  - Héctor Enrique, footballeur argentin. Champion du monde de football 1986. (11 sélections en équipe nationale).
- 1964 :
  - Tim Sugden, pilote de courses automobile d'endurance britannique.
- 1972 :
  - Rédouane Bougara, kick boxeur français. († 7 janvier 1998).
  - Stéphane Cali, athlète de sprint français.
  - Claudia Coslovich, athlète de lancers de javelot italienne.
  - Francisco Miguel Narváez Machón, footballeur espagnol. Champion olympique aux Jeux de Barcelone 1992. (26 sélections en équipe nationale).
  - Avi Nimni, footballeur israélien. (80 sélections en équipe nationale).
- 1973 :
  - Geoff Blum, joueur de baseball américain.
  - Oscar García Junyent, footballeur puis entraîneur espagnol. Vainqueur de la Coupe d'Europe des vainqueurs de coupe 1997.
  - Gregor Townsend, joueur de rugby à XV puis entraîneur écossais. Vainqueur du Tournoi des Cinq Nations 1999. (82 sélections en équipe nationale). Sélectionneur de l'équipe d'Écosse depuis 2017.
- 1974 :
  - Richard Dostálek, footballeur tchèque.
- 1975 :
  - Sandrine Delerce, handballeuse française. Médaillée d'argent aux CM de handball 1999 puis championne du monde de handball 2003. Médaillée de bronze aux CE de handball 2002. Victorieuse de la Coupe d'Europe des vainqueurs de coupe 2003. (168 sélections en équipe de France).
- 1976 :
  - Václav Varaďa, hockeyeur sur glace puis entraîneur tchèque. Champion du monde de hockey sur glace 2000 et 2005.
- 1978 :
  - Elson Becerra, footballeur colombien. Vainqueur de la Copa América 2001. (14 sélections en équipe nationale). († 8 janvier 2006).
  - Peter Madsen, footballeur danois. (13 sélections en équipe nationale).
- 1981 :
  - Matthieu Delpierre, footballeur français.
- 1982 :
  - Steffen Ernemann, footballeur danois.
  - Lloyd Mondory, cycliste sur route français.
  - Sergi Panadero, joueur de rink hockey espagnol.
- 1983 :
  - José María López, pilote de Formule E et de course automobile d'endurance argentin. Vainqueur des 24 Heures du Mans 2021.
- 1984 :
  - Perrig Quéméneur, cycliste sur route français.
- 1985 :
  - Scott Brown, footballeur anglais.
  - John Isner, joueur de tennis américain.
  - Bano Traoré, athlète de haies français.
- 1986 :
  - Braden Gellenthien, archer américain. Champion du monde de tir à l'arc à poulie par équipes 2003, 2005, 2007, 2009, 2011 et 2017.
  - Conrad Marais, joueur de rugby à XV namibien. (10 sélections en équipe nationale).
- 1987 :
  - Coke, footballeur espagnol.
  - Jarmila Gajdošová, joueuse de tennis slovaque puis australienne.
  - Antonin Manavian, hockeyeur sur glace français. (95 sélections en équipe de France).
- 1988 :
  - Óscar Trejo, footballeur argentin.
- 1989 :
  - Frens Johwe Casseus, basketteur français.
- 1990 :
  - Eric Buckner, basketteur américain.
  - Jessie de Colo, basketteuse française.
  - Ryan Gregson, athlète de demi-fond australien.
  - Jonathan dos Santos, footballeur mexicain. (19 sélections en équipe nationale).
  - Nevin Spence, joueur de rugby à XV Irlandais. († 15 septembre 2012)
- 1991 :
  - Benjamin Lecomte, footballeur français.
- 1992 :
  - Aaron Judge, joueur de baseball américain.
  - Delon Wright, basketteur américain.
- 1993 :
  - Ruben Aguilar, footballeur français.
  - Tommaso Allan, joueur de rugby à XV italien. (73 sélections en équipe nationale).
- 1994 :
  - Daniil Kvyat, pilote de F1 russe.
- 1995 :
  - Jacob Bergström, footballeur suédois.
  - Frédéric Nsabiyumva, footballeur burundais.
- 1996 :
  - Artur Dalaloyan, gymnaste artistique russe. Champion du monde de gymnastique artistique du concours général individuel et du sol 2018 puis du concours général par équipes 2019. Champion d'Europe de gymnastique artistique au sol 2017, du concours général par équipes, du saut de cheval et barres parallèles 2018 puis du sol 2019.
  - Miloš Kratochvíl, footballeur tchèque.
  - Laurine Lecavelier, patineuse artistique individuelle français.
  - Kathellen Sousa, footballeuse brésilienne. (12 sélections en équipe nationale).
  - Alexander Ursenbacher, joueur de snooker suisse.
- 1997 :
  - Jodie Guilliams, volleyeuse belge. (70 sélections en équipe nationale).
  - Calvin Verdonk, footballeur néerlandais.
- 1998 :
  - Emily Bölk, handballeuse allemande. (95 sélections en équipe nationale).
  - Óscar Gil, footballeur espagnol.
- 1999 :
  - Matthis Lebel, joueur de rugby à XV français. Vainqueur du Grand Chelem 2022 et de la Coupe d'Europe de rugby à XV 2021. (5 sélections en équipe de France). Champion du monde junior de rugby à XV 2018 et 2019.
- 2000 :
  - Paolo Garbisi, joueur de rugby à XV italien. (25 sélections en équipe nationale).
  - Timi Zajc, sauteur à ski slovène. Champion olympique par équipes mixtes et médaillé d'argent par équipes aux Jeux de Pékin 2022.

### XXIesiècle
- 2001 :
  - Thiago Almada, footballeur argentin.
  - Tristen Newton, basketteur américain.
  - Jayden Oosterwolde, footballeur néerlandais.
  - Kévin Vauquelin, cycliste sur route et sur piste français.
- 2004 :
  - Costantino Favasuli, footballeur italien.
  - Miłosz Matysik, footballeur polonais.
- 2008 :
  - Kayke Ayrton, footballeur brésilien.

## Décès

### XXesièclede1901à1950
- 1946 :
  - Abel Guichemerre, 56 ans, joueur de rugby à XV français (° 23 août 1889).

### XXesièclede1951à2000
- 1969 :
  - Morihei Ueshiba, 85 ans, inventeur de l'Aïkido japonais. (° 14 décembre 1883).
- 1972 :
  - François Le Bihan, 37 ans, coureur cycliste français (° 16 avril 1935).
- 1991 :
  - Jean Goujon, 77 ans, cycliste sur piste et sur piste français. Champion olympique de la poursuite par équipes aux Jeux de Berlin 1936. (° 21 avril 1914).
- 1993 :
  - Émile Friess, 91 ans, footballeur français. (2 sélections en équipe de France). (° 21 février 1902).

### XXIesiècle
- 2007 :
  - Florea Dumitrache, 58 ans, footballeur roumain. (31 sélections en équipe nationale). (° 22 mai 1948).
- 2012 :
  - Terence Spinks, 74 ans, boxeur britannique. Champion olympique des -51 kg aux Jeux de Melbourne 1956. (° 28 février 1938).
- 2015 :
  - Marcel Pronovost, 84 ans, hockeyeur sur glace canadien. (° 15 juin 1930).
- 2017 :
  - Moïse Brou Apanga, 35 ans, footballeur gabonais. (35 sélections en équipe nationale). (° 4 février 1982).
- 2021 :
  - Tamara Press, 83 ans, athlète de lancer soviétique puis ukrainienne. Championne olympique du poids et médaillée d'argent du disque aux Jeux de Rome 1960 puis double championne olympique du disque et du poids aux Jeux de Tokyo 1964. Championne d'Europe d'athlétisme du disque 1958 puis du poids et du disque 1962. Détentrice du Record du monde du lancer du disque du 12 septembre 1960 au 5 novembre 1967  et du Record du monde du lancer du poids du 26 avril 1959 au 19 septembre 1965. (° 10 mai 1937).